# Barbus somereni
Barbus somereni är en fiskart som beskrevs av Boulenger, 1911. Barbus somereni ingår i släktet Barbus och familjen karpfiskar. IUCN kategoriserar arten globalt som livskraftig. Inga underarter finns listade.